# Керсоблепт
Керсоблепт или Керсеблепт (др.-греч. Kερσoβλέπτης) — фракийский царь в Одрисском государстве с 360/359 по 342/341 годы до н. э.
Керсоблепт наследовал царство своему отцу Котису I. На момент смерти Котиса I Одрисское царство находилось в состоянии войны с Афинами за обладание Херсонесом Фракийским. В самом начале царствования против власти Керсоблепта восстал фракийский аристократ Мильтокит. После его подавления и последующей казни Мильтокита в государстве началась междоусобная война, которая завершилась разделом Одрисского царства на три части. Керсоблепт стал царём восточной из них.
Царствование Керсоблепта прошло в условиях возвышения Македонии и завоевательных походов Филиппа II. В ходе нескольких военных походов всё царство Керсоблепта было завоёвано и к 342/341 году до н. э. присоединено к Македонии. Сам Керсоблепт был изгнан и его дальнейшая судьба неизвестна.

## Биография

### Происхождение. Семья

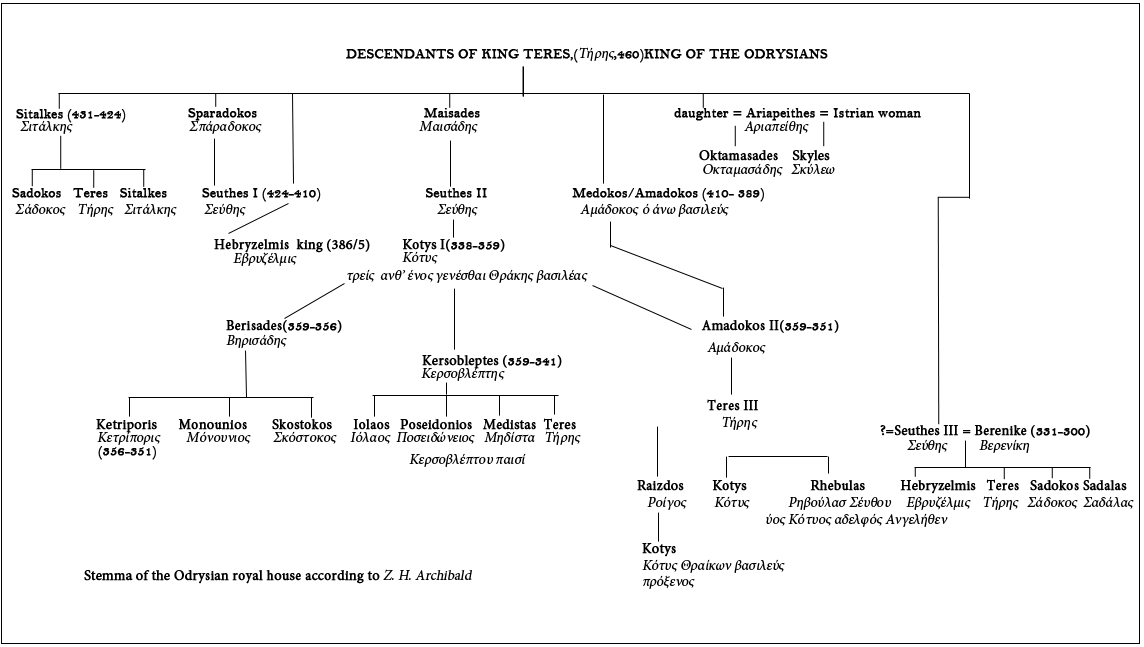
Предположительное генеалогическое древо Тереса

Керсоблепт принадлежал к царскому одрисскому роду Тересидов, был сыном царя Одрисского царства Котиса I. Согласно Демосфену, на момент смерти отца в 360/359 году до н. э. «Керсоблепт, ныне царствующий, был ещё мальчиком, как и все другие сыновья Котиса». Историки отмечают, что в начале 355 года до н. э., согласно данным эпиграфики, у Керсоблепта было четыре достаточно взрослых сына — Иолай, Посидоний, Медист и Терес. Они представляли Одрисское царство в священном городе Дельфы. На этом основании ряд историков предполагают, что в указанном фрагменте Демосфена содержится ошибка относительно возраста Керсоблепта.
На момент смерти Котиса I Одрисское царство вело войну с Афинами за обладание Херсонесом Фракийским. На стороне Керсоблепта находился военачальник Харидем, который поступил на службу к фракийскому царю Котису I и успешно воевал на Херсонесе Фракийском против афинян. Демосфен утверждал, что Керсоблепт находился с Харидемом в таких же родственных отношениях как и Котис с Ификратом. Согласно античным источникам, Ификрат был женат на дочери Котиса. Возможно, речь шла не о дочери, а о сестре Котиса. В любом случае, Ификрат был зятем Котиса I, а Харидем — зятем Керсоблепта.

### Воцарение. Раздел Одрисского царства

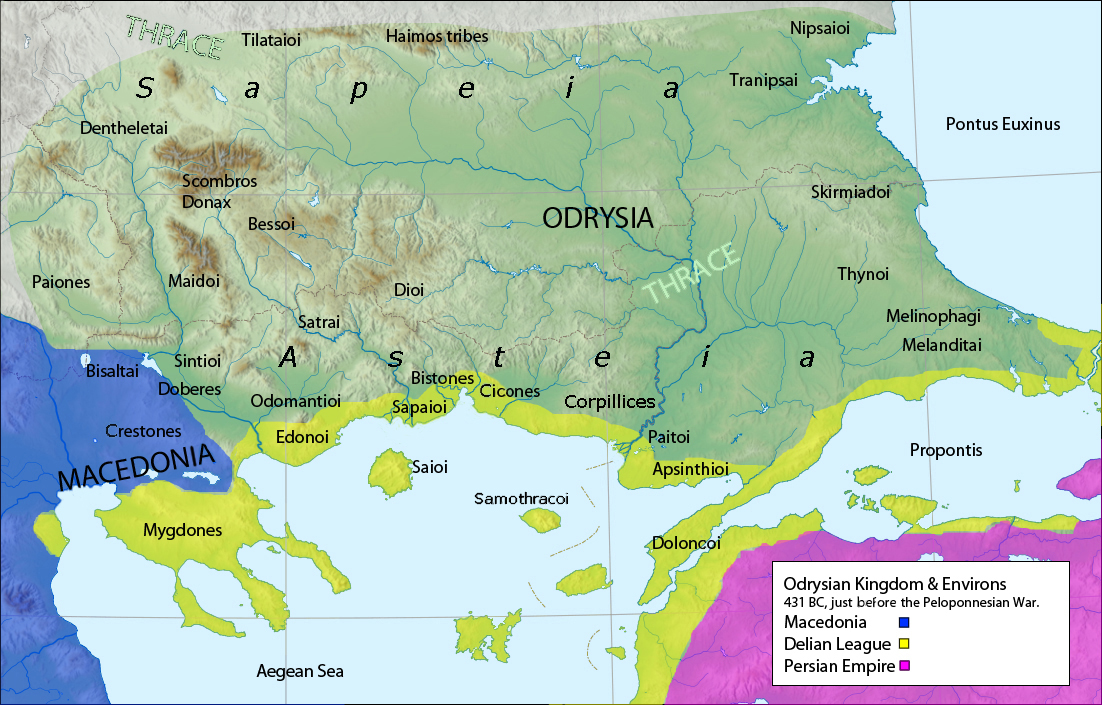
Одрисское царство IV в. до н. э.

В 360/359 году до н. э. против власти Керсоблепта поднял восстание аристократ Мильтокит. Незадолго до смерти Котиса I Милтокит уже восставал против царя одрисов. Второй эпизод его неповиновения также провалился. Из-за предательства некоего Смикитиона Мильтокит был схвачен Харидемом. Согласно Демосфену, «зная, что жизнь Мильтокита будет вне опасности, если он будет доставлен к Керсоблепту (убивать друг друга у фракийцев не принято), Харидем передал его жителям Кардии, вашим врагам. Те схватили Мильтокита вместе с сыном, вывезли их в море на корабле, закололи сына на глазах у отца, а затем и самого Мильтокита утопили в море.»
При анализе фрагмента Демосфена, историки отмечают, что утверждение «убивать друг друга у фракийцев не принято» не соответствует действительности. Речь шла об аристократах, представителях царского рода. Именно поэтому известный своей жестокостью Котис I пощадил повстанца. Керсоблепт, хоть и решил казнить Милтокита, совершил убийство чужими руками. Такое нарушение обычаев и традиций вызвало возмущение фракийской знати с последующим восстанием, которое возглавили Берисад и Амадок.
Повстанцы обратились за помощью к Афинам. Афинский военачальник Афинодор не только возглавил войско одного из претендентов на престол Берисада, но и породнился с ним узами брака, женившись на ком-то из его родственниц. Войсками Амадока руководили греческие наёмники Симон и Бианор. Согласно Демосфену, Афинодор лично составил текст мирного договора. Однако, как только он был вынужден распустить войско, так как не получил из Афин необходимых для его содержания средств, война разгорелась вновь. Впоследствии, в 357 году до н. э. при содействии афинского военачальника Хареса был подписан несколько откорректированный вариант первоначального мирного договора. Каждый из подписантов был представлен греческим военачальником. Афинодор представлял Берисада, Харидем — Керсоблепта, Симон и Бианор — Амадока, Харес — Афины.
Согласно условиям мирного довогора каждый из претендентов получал в управление часть Одрисского царства, Афинам возвращался захваченный Котисом I Херсонес Фракийский за исключением полиса Кардия. Берисад получил в управление западную Фракию (вероятно, от реки Стримон до Месты), Амадок — центральную Фракию (от Месты до Гебра), Керсоблепт — восточную Фракию (от Гебра до Херсонеса и западного побережья Мраморного и Чёрного морей).
Согласно Демосфену, тройственный раздел Одрисского царства случился лишь из-за безвременной смерти Котиса. Возможно, при Котисе Амадок и Берисад были влиятельными фракийскими аристократами-парадинастами со своими земельными владениями, которые подчинялись центральной власти. При первых признаках её слабости они решили выйти из-под формального контроля одрисского царя.

### Царствование
Керсоблепт, несмотря на условия мирного договора, не терял надежды вернуть Херсонес Фракийский, а также воссоединить Одрисское царство. В начале 356 года до н. э. наследовавший Берисаду Кетрипор осадил Крениды, поселение возле богатой золотыми и серебряными рудниками горы Пангей. Жители Кренид обратились за помощью к македонскому царю Филиппу II, который несмотря на все внешнеполитические риски и, возможно, при согласии и поддержке Керсоблепта, отправился в поход и разбил войско фракийцев. В историографии существует предположение, что Крениды осаждал Керсоблепт. Однако, учитывая хронологию событий и месторасположение поселения данное мнение менее обосновано, чем осада Кренид Кетрипором.
Поддержка Керсоблептом сепаратистских тенденций в полисах Херсонеса Фракийского стала одним из факторов, который привёл к восстанию Сеста. В 353 году до н. э. военачальник Харес возглавил военную экспедицию против повстанцев. Захватив Сест, Харес приказал перебить всех мужчин, а женщин и детей продать в рабство. Приблизительно в это же время, по одной из версий, рядом с владениями Керсоблепта появились македонское войско Филиппа II и фиванского военачальника Паммена. На фоне войны с Афинами Керсоблепт был вынужден заключить договор о ненападении с Филиппом II, а также разрешить беспрепятственный проход Паммена в Азию. Вскоре он заключил союз с Афинами. Керсоблепт обещал им помочь вернуть захваченный македонянами Амфиполь, а также признал власть Афин над Херсонесом Фракийским. Это дало основание Филиппу II считать Керсоблепта врагом македонян.
На этом фоне Амадок резко изменил внешнеполитический курс своего государства в сторону македонян. Вместе с Филиппом II он атаковал восточнофракийские владения Керсоблепта, который на тот момент начал военные действия против Византия и Перинфа. Македонские войска после осады захватили царскую резиденцию на Священной горе (Гиерон Орос). В плен к Филиппу II даже попал один из сыновей Керсоблепта, который стал почётным заложником в Пелле.
Хоть Керсоблепт и был крайне ненадёжным союзником, усиление Македонии и потеря влияния в области Геллеспонта и во Фракии противоречило афинским интересам. По совету Демосфена афиняне отправили на Херсонес военачальника Хареса, который объединил свои силы с войском Керсоблепта и усилил гарнизоны городов на побережье Мраморного и Эгейского морей. В 346 году до н. э. Филипп II вновь вторгся во владения Керсоблепта и разгромил его войска, а также захватил ряд городов на побережье. Афинские гарнизоны не смогли оказать должного сопротивления и были изгнаны. Вторжению основных сил предшествовал рейд отряда под командованием Антипатра, который занял стратегически важные позиции около Гиерон Ороса. Керсоблепт хоть и сохранил корону, становился данником македонян. В заключённом в том же году мирном договоре между Филиппом II и Афинами, афиняне соглашались с утратой своего влияния во Фракии. На фоне происходящих событий афиняне не только отказали Керсоблепту заключить с ним союз, но даже прогнали его посла Критобула из Лампсака, который хотел присутствовать при заключении мирного договора.
В 342/341 году до н. э. Филипп II вновь вторгся во владения Керсоблепта и присоединил их к Македонии. Согласно Диодору Сицилийскому, официальным поводом для вторжения македонян стали «притеснение Геллеспонтских городов, граничащих с его [Керсоблепта] территорией и опустошение их земель». Фракийский царь был изгнан из страны. Его дальнейшая судьба неизвестна. В 340 году до н. э. он был жив, о чём свидетельствуют упоминания в «Письме Филиппа». Согласно данному источнику, афиняне беспокоились об усилении Македонии и даже обсуждали военную кампанию, официальным поводом которой могло бы стать возвращение царства Керсоблепту.
Завоевание Фракии Филиппом II в 342/341 году до н. э. не стало концом истории Одрисского царства. Во второй половине 320-х годов до н. э. Севт III возглавил антимакедонское восстание и восстановил Одрисское царство, хоть и в значительно меньших размерах. Новый правитель принадлежал к царской одрисской династии Тересидов. Согласно Полиэну, гипархом (в первоисточнике «ύπαρχος», а не «ίππαρχος» — гиппарх) при последнем одрисском царе перед македонским завоеванием Керсоблептом был Севт. Возможно, Севт-гипарх Керсоблепта идентичен Севту III. После присоединения Одрисского царства к Македонии Севт, возможно, заручился поддержкой Филиппа II. Он сохранил свои земельные наделы и даже начал строительство города Севтополя.

## Оценки
У. Карштедт считал Керсоблепта слабым правителем, чьи личные качества не соответствовали требованиям эпохи. В первые годы царствования Керсоблепта реальным правителем в государстве был Харидем. Гибель и завоевание Одрисского царства македонянами историк связывал не только с личными качествами Филиппа II, но и Керсоблепта. Ю. Борза воспринимал Керсоблепта фракийским царём, который стремился объединить царство своего отца в единое государство. По мнению историка, это его желание осталось нереализованным из-за македонской экспансии.

### Исследования
- Анисимов К. А. Парадинасты в территориальной структуре Одрисского царства V—IV вв. до н.э. // ДРЕВНИЙ МИР: история и археология Труды Международной научной конференции «Дьяковские чтения» кафедры истории древнего мира и средних веков им. проф. В.Ф. Семенова МПГУ. — 2016. — С. 120—125.
- Анисимов К. А. Фракийский монарх — царь, жрец, бог // Тульская историческая весна — 2020: кризисы в истории обществ: разрушительное и созидательное. Материалы всероссийской научной конференции молодых учёных, посвящённой 75-летию Победы в Великой Отечественной войне. — Тула: Тульский государственный педагогический университет им. Л. Н. Толстого, 2020. — С. 62—67.
- Анисимов К. А. Фракийский царь Котис I. Происхождение // Классическая и византийская традиция. Сборник материалов XVI международной научной конференции. — 2022. — С. 12—18.
- Борза Ю. История античной Македонии (до Александра Великого) / пер. с англ. М. М. Холода при участии А. Бодрова, О. и В. Иванцовых, 3. Барзах; научная ред. и вступ. статья М. М. Холода; приложения М. М. Холода, Э. Д. Фролова и Ю. Н. Кузьмина. — СПб.: Нестор-История, 2013. — 592 с. — (Историческая библиотека). — ISBN 978-5-44690-015-2.
- Делев П. Филип II и залезът на „Голямото” Одриско царство в Тракия (болг.). — Шумен: Шуменски университет “Епископ Константин Преславски”. Трудове на катедрите по история и богословие, 1997. — Т. 1. — С. 7—40.
- Кембриджская история древнего мира / под редакцией Д.-М. Льюиса, Дж. Бордмэна, С. Хорнблоуэра, М. Оствальда. Перевод, научное редактирование, примечания А. В. Зайкова. — М.: Ладомир, 2017. — Т. VI. Четвёртый век до нашей эры. Первый полутом. — 720 с. — ISBN 978-5-86218-545-4.
- Клейменов А. А. Кампания 356 г. до н.э. как образец полководческого искусства Филиппа II // Проблемы истории, филологии, культуры. — 2014. — Вып. 46, № 4. — С. 11—19. — ISSN 2658-316X.
- Клейменов А. А. Военная кампания Филиппа II 347-346 гг. до н.э.: путь к Филократову миру // Гуманитарные, социально-экономические и общественные науки. Всероссийский научный журнал  / Главн. ред. М.Ю. Попов. — Краснодар: Наука и образование, 2015. — № 6. — С. 233—237.
- Парк Г. В. Греческие наёмники. «Псы войны» древней Эллады / Перевод книги Л. А. Игоревский. — М.: Центрполиграф, 2013. — 288 с. — ISBN 978-5-9524-5093-6.
- Попов Д.[болг.]. Траки (болг.). — София: Изток-Запад, 2011. — ISBN 978-954-321-869-1.
- Порожанов К. Одриското царство, полисите по неговите крайбережия и Атина от края на VI век до 341 г. пр. Хр. (болг.). — второ преработено и допълнено издание. — София: Рал-Колобър, 2021.
- Разумов Н. В. Афинские стратеги первой половины IV в. до н. э. на иностранной службе // Известия Алтайского государственного университета. — 2014. — Т. 1, вып. 84, № 1. — С. 173—177. — ISSN 1561-9451. — doi:10.14258/izvasu(2014)4.1-29.
- Уортингтон, Йен. Филипп II Македонский. — СПб. — М.: Евразия — ИД Клио, 2014. — 400 с. — ISBN 978-5-91852-053-6.
- Хаммонд Н. История Древней Греции / Пер. с англ. Л.А. Игоревского. — М.: Центрполиграф, 2008. — ISBN 978-5-9524-3490-5.
- A Companion to Ancient Thrace (англ.) / Edited by Julia Valeva, Emil Nankov, and Denver Graninger. — John Wiley & Sons, Inc, 2015. — ISBN 978-1-4443-5104-0.
- Arcibald Z. H. The Odrysian Kingdom of Thrace. Orpheus Unmasked (англ.). — Oxford: Clarendon Press, 1998. — ISBN 0-19-815047-4.
- Buckler J. Delphi und die Söhne des Kersebleptes (нем.) // Klio[англ.]. — 1986. — Bd. 68, Nr. 2. — S. 348—350. — doi:10.1524/klio.1986.68.68.348.
- Davies J. K. Athenian Propertied Families 600—300 BC (англ.). — Oxford: Clarendon Press, 1971.
- Geyer F[нем.]. Miltokythes 2 // Paulys Realencyclopädie der classischen Altertumswissenschaft :  [нем.] / Georg Wissowa. — Stuttgart : J. B. Metzler’sche Verlagsbuchhandlung, 1932. — Bd. XV, 2. — Kol. 1708.
- Hammond N. G. L., Griffith G. T. A History of Macedonia (англ.). — Oxford: Clarendon Press, 1979. — Vol. II: 550-336 B.C.. — ISBN 0-l9-814814-3.
- Heckel W. Who's Who in the Age of Alexander and his Successors. From Chaironea to Ipsos (338—301 BC) (англ.). — Barnsley: Greenhill Books, 2021. — 554 p. — ISBN 978-1-78438-648-1.
- Judeich W[нем.]. Athenodoros 2 // Paulys Realencyclopädie der classischen Altertumswissenschaft :  [нем.] / Georg Wissowa. — Stuttgart : J. B. Metzler’sche Verlagsbuchhandlung, 1896. — Bd. II, 2. — Kol. 2043.
- Kahrstedt U[нем.]. Kersobleptes // Paulys Realencyclopädie der classischen Altertumswissenschaft :  [нем.] / Georg Wissowa. — Stuttgart : J. B. Metzler’sche Verlagsbuchhandlung, 1921. — Bd. XI, 1. — Kol. 329—330.
- Kirchner J.[нем.]. Charidemos 5 // Paulys Realencyclopädie der classischen Altertumswissenschaft :  [нем.] / Georg Wissowa. — Stuttgart : J. B. Metzler’sche Verlagsbuchhandlung, 1899. — Bd. III, 2. — Kol. 2135—2138.
- Lund H. S. Lysimachus. A study in early Hellenistic kingship (англ.). — L.; New York: Routledge, 1992. — ISBN 0-203-20684-3.
- Markle M. M. The Strategy of Philip in 346 B. C. (англ.) // The Classical Quarterly, New Series. — Cambridge University Press, 1974. — No. 2. — P. 253—268. — JSTOR 638487.
- Swoboda H[нем.]. Seuthes 3 // Paulys Realencyclopädie der classischen Altertumswissenschaft :  [нем.] / Georg Wissowa. — Stuttgart : J. B. Metzler’sche Verlagsbuchhandlung, 1923. — Bd. II A,2. — Kol. 2021—2022.